# Kathedrale von Bari

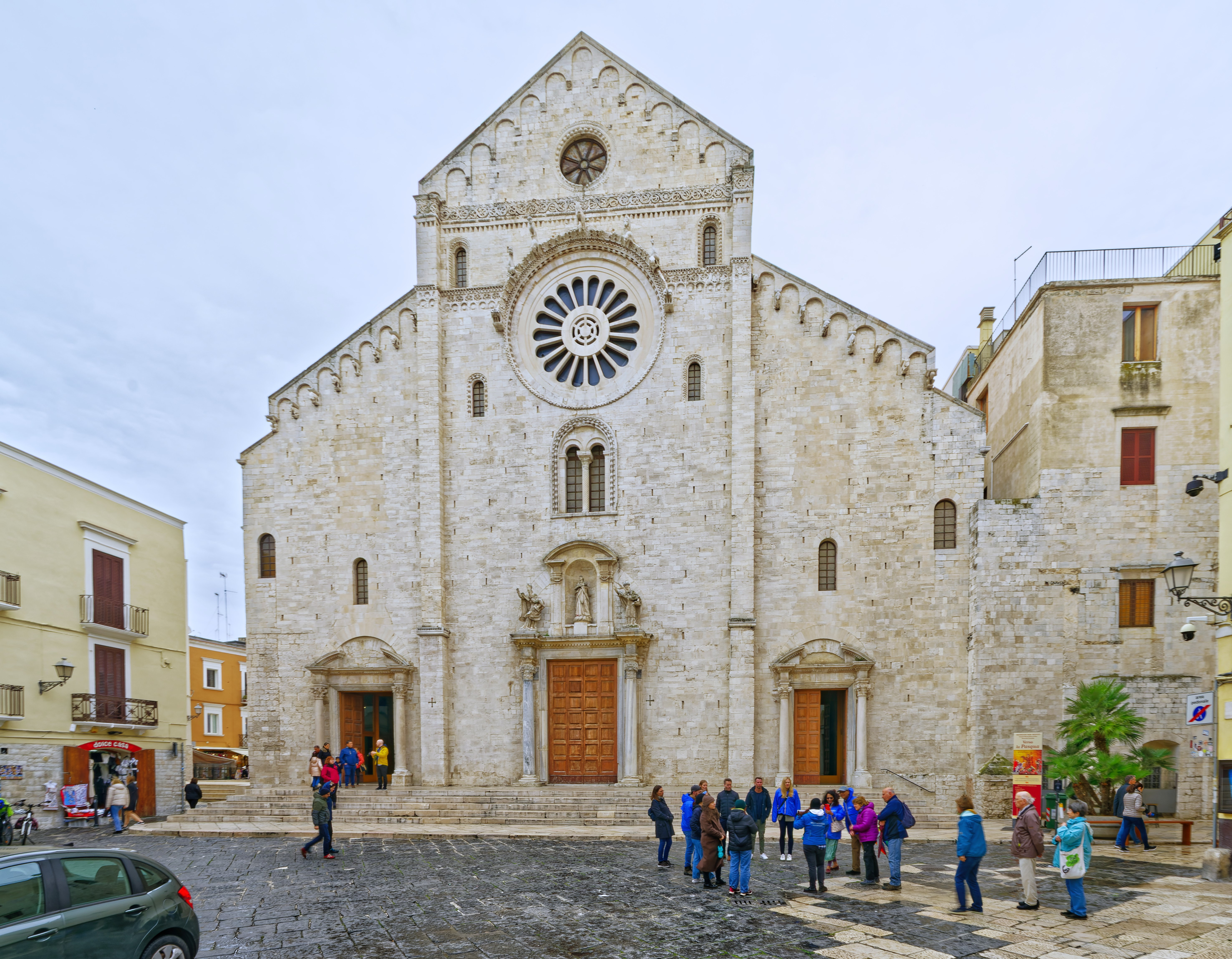
Kathedrale von Bari

Die Kathedrale von Bari ist ein Kirchengebäude in Bari, Italien. Die Kathedrale des Erzbistums Bari-Bitonto mit dem offiziellen Namen Basilica Cattedrale Metropolitana di San Sabino (deutsch Metropolitankathedralbasilika St. Sabinus) trägt den Titel einer Basilica minor. Die Kirche wurde Ende des 12. Jahrhunderts im romanischen Stil mit starken Bezügen zur nahen Basilika San Nicola wieder aufgebaut. Sie ist nach Sabinus von Canusium benannt, dessen Reliquien im 7. Jahrhundert nach Bari kamen.

## Geschichte
Nach einer frühchristlichen Basilika aus dem 5. Jahrhundert wurde im 11. Jahrhundert eine Kathedrale im byzantinischen Stil errichtet. Diese wurde zusammen mit der Stadt 1156 bei der Niederschlagung einer Rebellion Baris durch Wilhelm I. von Sizilien zerstört. Unter Erzbischof Rainaldus begann in den 1170er Jahren der Wiederaufbau. Am 2. Februar 1233 wurde der Hochaltar in Anwesenheit von Friedrichs II. und dem Erzbischof von Palermo Berardo de Castanea, ehemaliger Bischof von Bari (1207–1214), geweiht. Im Oktober 1292 wurde die Kathedrale geweiht.
Die im 18. Jahrhundert nach dem Willen des Erzbischofs Muzio Gaeta angebrachten Barockverzierungen wurden bei einer Renovierung in den 1930er Jahren vollständig entfernt, um so der Kathedrale ihr ursprüngliches Aussehen zurückzugeben. Der Glockenturm musste 1950 nach Kriegsschäden neu errichtet werden. Nach einer zweijährigen Renovierung wurde die Kathedrale 2005 wieder eröffnet.

## Architektur

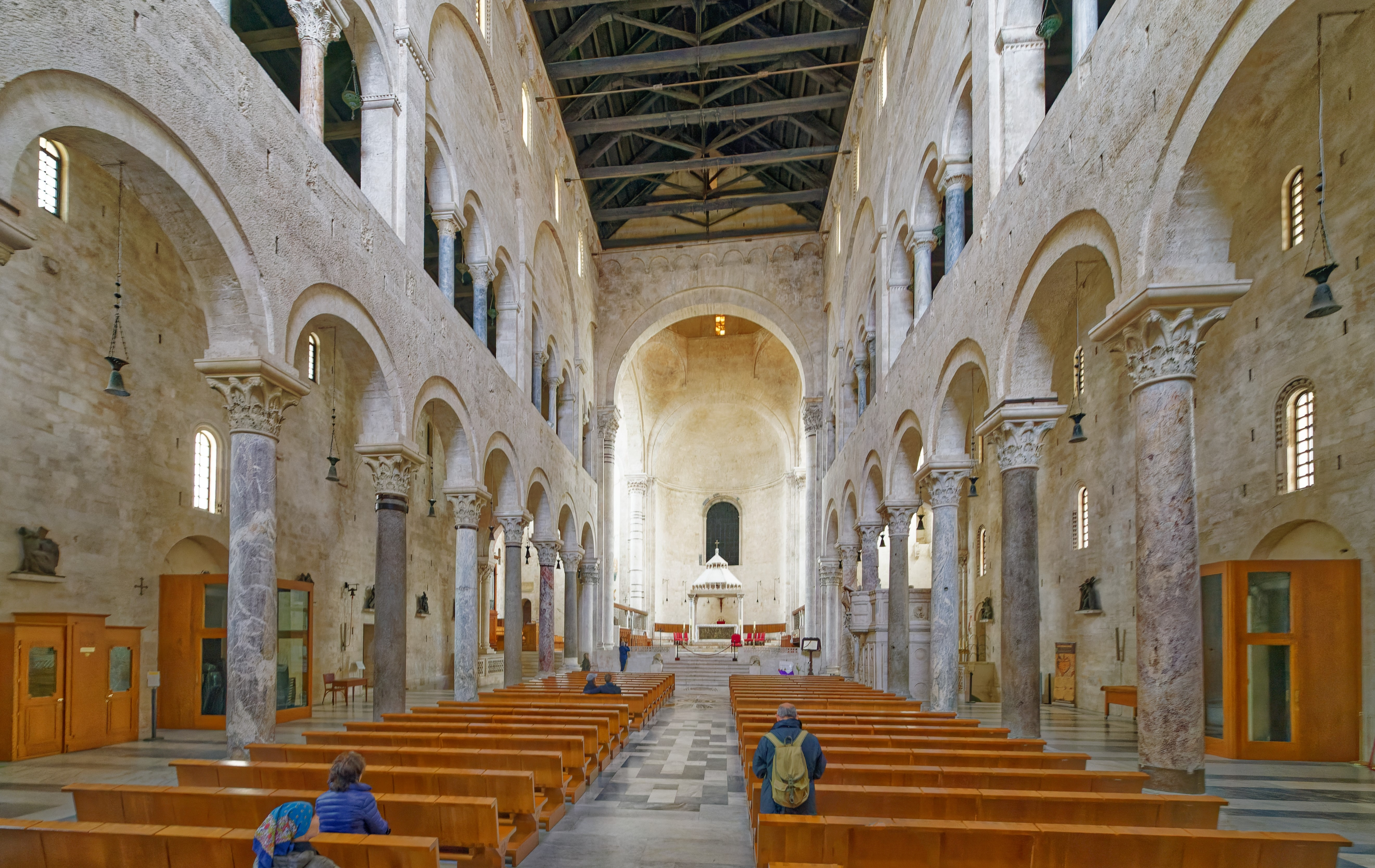
Innenansicht der Kathedrale

In der schlichten Fassade aus weißgrauem Kalkstein öffnet sich über dem mittleren der drei Portale eine Fensterrose mit 18 Flügeln, die mit zahlreichen Fabelfiguren verziert ist. Der Glockenturm ragt 68,9 Meter hoch. Die Kathedrale hat die Form einer dreischiffigen, etwa untypischen Basilika mit großem Ostquerhaus, an das die Apsiden direkt anschließen und über dem sich eine Kuppel mit durchfenstertem Tambour und weißem Laternenturm erhebt. Die Emporenöffnungen des Langhauses täuschen über der Säulenreihe in den Seitenschiffen liegende Emporen vor. Die Seitenschiffe sind dabei nur wenig niedriger als das Mittelschiff, wodurch nur ein flacher Obergaden zur Belichtung bleibt.

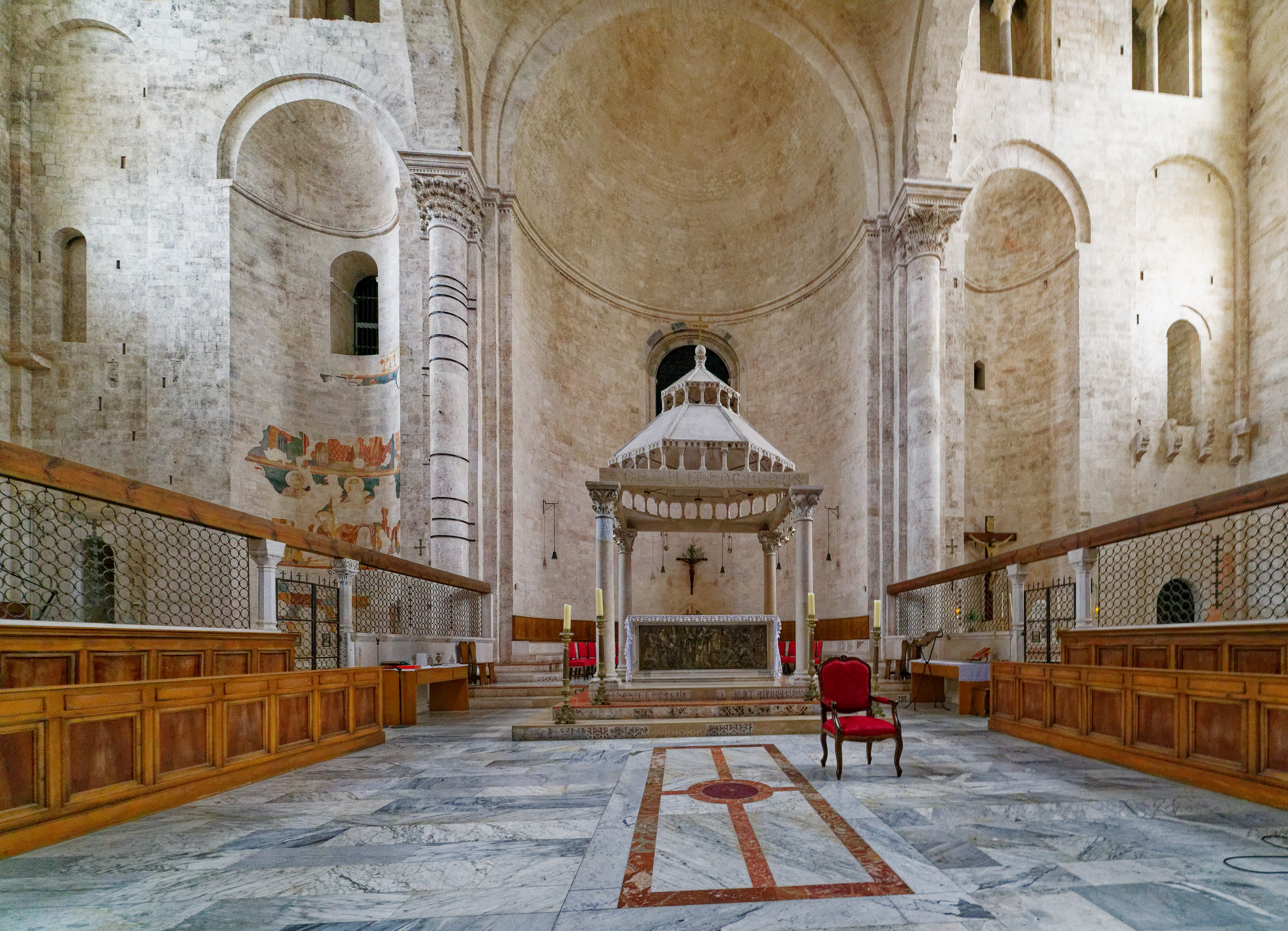
Der Altarbereich mit Ziborium

## Ausstattung
Der Innenraum ist üppig dekoriert, die Werke werden Alfano da Termoli, Anseramo da Trani und Peregrino da Salerno zugeschrieben. Der Altarbereich mit dem Bischofsstuhl und das Ziborium ist, teilweise mit Originalelementen, rekonstruiert. In der barock überformten Krypta der Kathedrale befinden sich, inmitten von mittelalterlichen Fresken, die sterblichen Überreste des hl. Sabinus, Bischof von Canusium. Hier wird weiterhin die wertvolle Ikone Unserer Lieben Frau von Konstantinopel mit dem Titel Odegitria aufbewahrt, die auf die byzantinische Geschichte der Kirche verweist.